# 1995 GO7
1995 GO7 är en asteroid i huvudbältet som upptäcktes den 4 april 1995 av de båda japanska astronomerna Seiji Ueda och Hiroshi Kaneda i Kushiro.
Asteroiden har en diameter på ungefär 17 kilometer och den tillhör asteroidgruppen Themis.